# Бразилиа
Брази́лиа, или Брази́лия (порт. Brasília [bɾaˈziʎɐ]), — столица Федеративной Республики Бразилии и резиденция правительства Федерального округа. Согласно данным переписи населения, проведённой Бразильским институтом географии и статистики в 2010 году, население города составило 2 562 963 человека, согласно этому показателю Бразилиа является третьим крупнейшим городом страны. По размеру ВВП на душу населения Бразилиа находится на втором месте (40 696 реалов), уступая только Витории (60 592 реалов). Вместе с Анаполисом (139 км) и Гоянией (209 км), составляет ось «Бразилиа — Анаполис — Гояния», которая является наиболее развитой областью Центрально-западного региона.
21 апреля 1960 года президентом Жуселину Кубичеком ди Оливейрой столица Бразилии была перенесена в город Бразилиа, ставшей третьей по счёту столицей страны после Салвадора и Рио-де-Жанейро. Переезд органов федеральной администрации в новую столицу привёл к тому, что Бразилиа стала центром сосредоточения исполнительной, законодательной и судебной власти.
Проект строительства новой столицы, получивший название «пилотный план» (порт. Plano Piloto), был разработан архитектором Лусио Костой. Учитывая рельеф местности и зоны затопления водохранилища Параноа «пилотный план» фактически является адаптацией аналогичного проекта, предложенного Луисом Крулсом в 1893 году. Большинство административных и общественных зданий в городе построено по проекту известного бразильского архитектора Оскара Нимейера.
В 1987 году город включён в список всемирного наследия ЮНЕСКО.

## Этимология
Город получил название в 1960 году по названию страны, известному с XVI века. В оригинале на португальском языке название города пишется Brasília и отличается от написания страны — Brasil. В русском написании названия страны и столицы совпадают и передаются с окончанием -ия — Бразилия. Для того, чтобы различать в русском языке название страны и города, последнее часто пишут по принятой в одно время форме передачи названия — Бразилиа, которая сейчас признаётся неправильной.

## Физико-географическая характеристика

### Географическое положение
Бразилиа расположена в центральной части страны на Бразильском плоскогорье, на высоте 1000—1200 м над уровнем моря на берегу водохранилища Параноа вблизи рек Прету и Дешкоберту. Занимает площадь 5801,937 км2. Географические координаты: 15°50′16″ ю. ш. 47°42′48″ з. д.. Местоположение было выбрано специально вдали от главных политических центров страны Рио-де-Жанейро и Сан-Паулу — в практически пустовавшей в те времена центральной части Бразилии. Такое положение было признано более выгодным со стратегической и военной точки зрения.

### Климат
Климат города субэкваториальный, средняя температура по месяцам варьируется лишь в пределах 3,6 градуса. Лето влажное и дождливое, зима более сухая. Среднегодовая температура составляет 21 °C. Самый теплый месяц — октябрь (средняя температура месяца 22,7 °C). Самый холодный месяц — июль (средняя температура месяца 19,1 °C). При этом максимальная температура, зарегистрированная в Бразилиа, составила 35,8 °C (28 октября 2008 года), а минимальная — 1,6 °C, по другим данным — 0 °C (18 июля 1975 года)
Среднегодовая относительная влажность воздуха — 70 %, зимой понижается до 20 % и ниже.
| Показатель                    | Янв. | Фев. | Март | Апр. | Май  | Июнь | Июль | Авг. | Сен. | Окт. | Нояб. | Дек. | Год  |
| ----------------------------- | ---- | ---- | ---- | ---- | ---- | ---- | ---- | ---- | ---- | ---- | ----- | ---- | ---- |
| Абсолютный максимум, °C       | 39,9 | 39,9 | 39,9 | 39,9 | 39,9 | 39,9 | 39,9 | 38,5 | 39,9 | 39,9 | 39,9  | 39,9 | 39,9 |
| Средний суточный максимум, °C | 26,9 | 26,7 | 27,1 | 26,6 | 25,7 | 25,2 | 25,1 | 27,3 | 28,3 | 27,5 | 26,6  | 26,2 | 26,6 |
| Средняя температура, °C       | 21,9 | 22,0 | 21,9 | 21,6 | 20,4 | 19,2 | 19,1 | 20,7 | 22,5 | 22,7 | 21,8  | 21,5 | 21,3 |
| Средний суточный минимум, °C  | 17,4 | 17,4 | 17,5 | 16,8 | 15,0 | 13,3 | 12,9 | 14,6 | 16,0 | 17,4 | 17,5  | 17,5 | 16,1 |
| Абсолютный минимум, °C        | 10,1 | 10,1 | 10,1 | 10,1 | 5,1  | 0,1  | 0,1  | 5,1  | 5,1  | 10,1 | 10,1  | 10,1 | 0,1  |
| Норма осадков, мм             | 199  | 167  | 198  | 122  | 37   | 5    | 6    | 20   | 45   | 123  | 204   | 227  | 1352 |
| Источник: «Погода и Климат»   |      |      |      |      |      |      |      |      |      |      |       |      |      |

### Растительность и экология
Флора представлена более чем 150 видами древесно-кустарниковых растений. Большинство из них, что характерно для серрадо, достигают в высоту 15—25 м. Например: сейба (Ceiba speciosa), желтый лапачо (Tabebuia serratifolia), цезальпиния ежовая (Caesalpinia echinata), пальма бурити (Mauritia flexuosa).
В Федеральном округе остро стоит вопрос о сохранении уникальной флоры. Вырубка лесов, вызванная расширением сельскохозяйственных угодий, одна из проблем Бразилиа. По данным ЮНЕСКО, с 1950 года площадь лесов сократилась на 57 %. В целях сохранения проводятся просветительские программы и структурные реформы, направленные на сокращение деградации растительного и животного мира, а также рек региона.

### Гидрография
Запасы пресной воды в водоёмах Федерального округа пополняются за счёт грунтовых вод, поэтому не пересыхают в засушливый период. Для увеличения количества воды было принято решение о строительстве плотины на реке Параноа, в результате чего образовалось водохранилище. Площадь водной поверхности водохранилища составляет 40 км2, максимальная глубина достигает 48 м, а его периметр — 80 км.

## Население
Население города в течение 1960 года выросло на 14,4 %, а по итогам десятилетия общий прирост составил 285 %. В 1970-х годах население города увеличилось на 115,52 %. Согласно плану численность населения Бразилиа должна была составить 500 тысяч человек к 2000 году, однако расчётное число жителей было превышено уже к началу 1970-х годов. В период между 1980 и 1991 годом число горожан увеличилось на 36,06 %. К началу 1990-х годов «пилотный план» потерял всякий смысл — активно развивалось строительство городов-спутников. Согласно переписи населения 2000 года, в Бразилиа проживает 2 051 146 человек. Индекс человеческого развития составляет 0,874, безграмотными остаются 4,35 % жителей города. Согласно данным ООН, Бразилиа по численности населения занимает 16-е место в мире и 4-е по стране.
Местное население по большей части представлено переселенцами из юго-восточной и северо-восточной частей страны и сотрудниками 123 иностранных посольств. По данным на 2003 год, больше половины жителей города — иностранцы.

### Столичный регион
Столичный регион помимо столицы включает в себя ряд муниципалитетов штата Гояс: Нову-Гама, Валпараизу-ди-Гояс, Сидади-Осидентал, Лузиания, Кристалина, Санту-Антониу-ду-Дескоберту, Агуас-Линдас-ди-Гояс, Алешания, Абадиания, Пиренополис, Корумба, Кокалзинью-ди-Гояс, Падри-Бернарду, Агуа-Фриа-ди-Гояс, Планалтина, Вила-Боа, Формоза и Кабесейрас, а также муниципалитеты штата Минас-Жерайс: Унаи и Буритис. По данным на 2007 год, в столичном регионе проживает 3 506 967 человек.

### Болезнь роста
Хотя Бразилиа очень гордится тем, что построена строго по плану, проект не учитывал, что строители столицы пожелают остаться в построенном городе. Предполагалось, что после торжественного открытия столицы строители разъедутся по домам. Однако они предпочли остаться в Бразилиа, но не могли позволить себе жить в дорогих квартирах, которые сами построили. Поэтому пришлось обосноваться вокруг зелёной зоны Бразилиа. Вскоре выросло несколько городов, бо́льших по размеру, чем Бразилиа. Сегодня только 400 тысяч человек живёт в городе, который был запланирован, многие квартиры пустуют, а почти 2 миллиона жителей обосновалось в городах-спутниках, не входивших в первоначальный план. Несмотря на то, что в городе планировалось создать равные условия для всех, из-за разницы в доходах население разделилось и поселилось в разных городах.
Не поддающийся контролю быстрый рост населения и классовые барьеры вызывают преступность (по некоторым данным, в Бразилиа совершается до двух убийств в день) и другие социально-экономические проблемы, присущие любому городу. Молодая столица Бразилии переживает «болезнь роста».

## История
В 1955 году кандидат на президентский пост Жуселину Кубичек поклялся, что, если его изберут в президенты, новая столица станет реальностью ещё до того, как истечёт его пятилетний президентский срок. В апреле 1956 года Кубичек был избран президентом. Через три года 60-тысячная армия строителей возвела хорошо обустроенный город.

## Транспорт
Общественный транспорт представлен двумя линиями метрополитена (фотогалерея (недоступная ссылка — история).), проходящими из центра через южное крыло в города-спутники, а также многочисленными автобусными маршрутами, в основном сходящимися на центральной станции Родовиариа.
В городе находится международный аэропорт Бразилиа имени Жуселину Кубичека.
Расстояния до крупных городов страны:
- Гояния: 209 км
- Белу-Оризонти: 740 км
- Сан-Паулу: 1020 км
- Рио-де-Жанейро: 1160 км
- Салвадор: 1540 км
- Порту-Алегри: 2027 км
- Манаус: 3490 км

## Здравоохранение
В административном районе Бразилиа находятся несколько государственных медицинских учреждений: главный госпиталь Федерального округа (порт. Hospital de Base do Distrito Federal, сокр. HBDF), региональные госпитали Аса-Норте (порт. Hospital Regional da Asa Norte, сокр. HRAN) и Аса-Сула (порт. Hospital Regional da Asa Sul, сокр. HRAS), а также госпиталь Университета Бразилиа (порт. Hospital Universitário de Brasília). В ряде административных районов есть собственные больницы, находящиеся в подчинении Департамента здравоохранения Федерального округа. Всего таких больниц 12. В адрес системы здравоохранения Бразилиа поступает много жалоб, критики. Предметом критики чаще всего становится низкий уровень обслуживания, обвинения в расизме и малоэффективность.
В период с января по август 2008 года в Бразилиа было зафиксировано 3147 случаев заболевания лихорадкой денге, что почти в 2 раза больше, чем за аналогичный период 2007 года. В Бразилиа один из самых высоких показателей больных раком по стране. В 2005 году зафиксирована рекордная смертность женщин от рака молочной железы и этот показатель не снижается. Также, довольно высоко количество больных раком лёгких, что связано с поголовной табачной зависимостью.

## Образование
Ещё на стадии разработки проекта строительства города утверждалось, что образование в столице будет кардинальным образом отличаться от образования страны. На волне популярности прогрессивного образования под руководством педагога Анисио Тейшейры (порт. Anisio Teixeira) и, частично, антрополога Дарси Рибейро, обучение в начальной школе акцентировалось на развитии интеллекта ребёнка, а не на механическом запоминании содержания учебных предметов.
Средние школы расположены в L2, W4 и W5. В столице расположены два высших государственных учебных заведения: Университет Бразилиа (образован в 1962 году) и Высшая школа наук о здоровье (порт. Escola Superior de Ciências da Saúde, сокр. ESCS; открыта в 2001 году). В сфере частного образования, крупнейшими учебными заведениями являются Католический университет Бразилиа (1974), Университетский центр Бразилиа (1968) и Университетский центр Федерального округа. Учебные корпуса Университета Бразилиа расположены в ряде административных округов столицы.
Количество библиотек несоразмерно числу жителей столицы. Основу книжного фонда составляют книги из библиотек столичного университета, Конгресса и Сената и городской библиотеки (порт. Biblioteca Demonstrativa de Brasília). В 2006 году была открыта национальная библиотека имени Леонела ди Мура Бризолы.

## Архитектурные особенности
Бразилиа построена в 1957—1970 годах по распоряжению президента Бразилии Жуселину Кубичека. Новой столицей должен был стать город  в центральной части Бразилии. Генеральный план составил архитектор Л. Коста с использованием идей Ле Корбюзье. Главным архитектором административных и общественных зданий стал О. Нимейер.
Оскар Нимейер создал кафедральный собор Бразилии, основные помещения которого расположены под землёй; с улицы виден лишь его купол из бетона и витражного стекла.
Планировка города достаточно необычна: с высоты птичьего полёта видно, что главные магистрали города с прилегающими кварталами образуют подобие реактивного пассажирского самолёта, летящего на юго-восток. Лусио Коста, правда, утверждал, что проектировал город как гигантскую бабочку.
При этом в «фюзеляже» этого «аэроплана» находится большинство учреждений городского и федерального значения. Центральная часть отведена под сектора гостиниц, магазинов, банков и др. В «хвосте самолёта» находятся городские муниципальные учреждения, а в районе «кабины пилота» — федеральные: прокуратура, парламент (Национальный конгресс) и другие учреждения. В крыльях расположены жилые кварталы.
Осевые магистральные шоссе (порт. Eixos) окружены двухрядными улицами. У каждой из них, как правило, своя «специализация»: улица банков, улица аптек и т. п.
Адресация жилых зданий в городе буквенно-цифровая. Сначала указывается крыло — Южное или Северное. После этого идёт номер суперблока (квартала): чётные «сотни» расположены в Южном крыле, а нечётные — в Северном, с меньшими номерами — ближе к осевой магистрали, с бо́льшими номерами — дальше от неё. За ними следует буква, обозначающая конкретное строение в блоке — их всегда не более 11. Кварталы сгруппированы по четыре, и на каждую такую группу приходятся школа, церковь и ряд других социальных учреждений.
Отыскать нужный адрес легко. «N-102-L», например, находится в Северном крыле города, квартале 102, доме L. Если помнить, что номера кварталов увеличиваются (102—116) по мере приближения к концам «крыльев», то ориентироваться будет достаточно просто. В кварталах, как правило, много зелени, наиболее богатые кварталы нанимают штатных садовников. В каждом жилом здании в обязательном порядке работает охранник, контролирующий поток посетителей.
Для порядка и удобства жилые дома не строят выше шести этажей. Под каждое здание города генеральным планом отведён определённый объём пространства над землёй. Поэтому наиболее интересные с архитектурной точки здания коммерческого сектора (банки, магазины, гостиницы и т. п.), как правило, компактнее своих типовых собратьев. Значительно больше свободы предоставлено строителям в пригородах Бразилиа, где в основном живут небогатые граждане.
Наиболее обеспеченные горожане чаще всего покупают виллы на противоположном центральной части города — восточном берегу водохранилища.

## Города-побратимы
- Абержеман-ля-Ронс[вд], Франция
- Абуджа, Нигерия
- Амстердам, Нидерланды
- Берлин, Германия
- Богота, Колумбия
- Бостон, США
- Брюссель, Бельгия
- Буэнос-Айрес, Аргентина
- Вашингтон, США (15 марта 2013)[44]
- Вена, Австрия
- Гвадалахара, Мексика
- Диамантина, Бразилия
- Доха, Катар
- Канберра, Австралия
- Киев, Украина (5 сентября 2000)[45][46]
- Лима, Перу
- Лиссабон, Португалия
- Луксор, Египет
- Мапуту, Мозамбик
- Монтевидео, Уругвай
- Рим, Италия
- Сантьяго, Чили
- Сиань, Китай
- Тегеран, Иран
- Хартум, Судан
- Чаоян, Китай